# Thierry Poirey
Thierry Poirey (5 de noviembre de 1956) es un deportista francés que compitió en vela en la clase Flying Dutchman. Ganó dos medallas en el Campeonato Mundial de Flying Dutchman, oro en 1979 y bronce en 1984.

## Palmarés internacional
| Campeonato Mundial | Campeonato Mundial    | Campeonato Mundial | Campeonato Mundial |
| Año                | Lugar                 | Medalla            | Clase              |
| ------------------ | --------------------- | ------------------ | ------------------ |
| 1979               | Kiel (RFA)            | Medalla de oro     | Flying Dutchman    |
| 1984               | La Rochelle (Francia) | Medalla de bronce  | Flying Dutchman    |